# CAM Eisenholding
CAM Eisenholding GmbH & Co. KG er holdingselskab for Fritz Winter Eisengießerei GmbH & Co. KG, et tysk jernstøberi og industrivirksomhed, der er underleverandør til bilindustrien. Deres hovedkvarter er i Stadtallendorf, Hessen.
Virksomheden blev etableret i 1951 af Fritz Winter gegründet.